# Kabinett Goria
Das Kabinett Goria regierte Italien vom 28. Juli 1987 bis zum 13. April 1988. Es war die erste Regierung nach den vorgezogenen Parlamentswahlen vom 14. Juni 1987. Ministerpräsident Giovanni Goria, der seit 1982 Schatzminister gewesen war, wurde mit 44 Jahren der damals jüngste Regierungschef in der Geschichte der Italienischen Republik (Goria starb bereits 1994). Seine Regierung stützte sich auf eine Fünf-Parteien-Koalition (Pentapartito) bestehend aus Christdemokraten  (DC),  Sozialisten (PSI), Sozialdemokraten (PSDI), Republikanern (PRI) und Liberalen (PLI). Die Regierung trat wegen Haushaltsproblemen zurück. Es folgte das Kabinett De Mita.

## Kabinettsliste
| Ministerien                         | Name                   | Partei    |
| ----------------------------------- | ---------------------- | --------- |
| Ministerpräsident                   | Giovanni Goria         | DC        |
| Stellvertretender Ministerpräsident | Giuliano Amato         | PSI       |
| Äußeres                             | Giulio Andreotti       | DC        |
| Inneres                             | Amintore Fanfani       | DC        |
| Justiz                              | Giuliano Vassalli      | PSI       |
| Verteidigung                        | Valerio Zanone         | PLI       |
| Haushalt                            | Emilio Colombo         | DC        |
| Finanzen                            | Antonio Gava           | DC        |
| Schatz                              | Giuliano Amato         | PSI       |
| Staatsbeteiligungen                 | Luigi Granelli         | DC        |
| Landwirtschaft                      | Filippo Maria Pandolfi | DC        |
| Öffentliche Arbeiten                | Emilio De Rose         | PSDI      |
| Verkehr                             | Calogero Mannino       | DC        |
| Handelsmarine                       | Giovanni Prandini      | DC        |
| Industrie                           | Adolfo Battaglia       | PRI       |
| Außenhandel                         | Renato Ruggiero        | PSI       |
| Post                                | Oscar Mammì            | PRI       |
| Gesundheit                          | Carlo Donat-Cattin     | DC        |
| Arbeit und Soziales                 | Rino Formica           | PSI       |
| Kulturgüter                         | Carlo Vizzini          | PSDI      |
| Bildung                             | Giovanni Galloni       | DC        |
| Tourismus und Veranstaltungen       | Franco Carraro         | PSI       |
| Umwelt                              | Giorgio Ruffolo        | PSI       |
| Minister ohne Geschäftsbereich      | Name                   | Partei    |
| Regionen, Verfassungsfragen         | Aristide Gunnella      | PRI       |
| Soziale Angelegenheiten             | Rosa Russo Iervolino   | DC        |
| Europapolitik                       | Antonio La Pergola     | parteilos |
| Zivilschutz                         | Remo Gaspari           | DC        |
| Forschung                           | Antonio Ruberti        | PSI       |
| Verwaltung                          | Giorgio Santuz         | DC        |
| Süditalien                          | Giovanni Goria         | DC        |
| Städte                              | Carlo Tognoli          | PSI       |
| Beziehungen zum Parlament           | Sergio Mattarella      | DC        |